# خرو (فردوس)
روستای خَرو، روستایی است در دهستان برون از توابع بخش اسلامیه شهرستان فردوس.
این روستا، بر اساس سرشماری سال ۱۳۹۵، ۱۳۵ نفر جمعیت داشته که نسبت به سرشماری ۱۰ سال قبل (۱۸۱ نفر در سال ۱۳۸۵)، سالانه حدود ۲٫۹ درصد کاهش داشته‌است.

## موقعیت
روستای خرو در فاصله ۳۰ کیلومتری شمال شرقی شهر فردوس واقع شده‌است و مردمش به گویش تونی صحبت می‌کنند.
آبیاری اراضی این روستا با استفاده از قنات بوده و از مهم‌ترین قنوات آن می‌توان به خرو، بیغ، رزکال، افتارک، امامی علیا و امامی سفلی اشاره نمود.